# Guerra de los Supremos
La Guerra de los Supremos, o Guerra de los Conventos, es la primera guerra civil que se produjo en la Colombia independiente. La guerra duró tres años (1839-1842) y se inició por motivos religiosos, ya que durante el gobierno de José Ignacio de Márquez se sancionó una ley que ordenaba suprimir los conventos o templos que albergaran a menos de ocho religiosos para subastarlos y usar el dinero para crear escuelas públicas. Dicha rebelión iniciada por líderes religiosos fue aprovechada por los caudillos del sur, conocidos como los Supremos, que buscaban hacer oposición al gobierno de Márquez.

## Introducción
La transformación administrativa vivida en el antiguo Virreinato de la Nueva Granada trajo consigo numerosas disputas entre los americanos por el poder. Unos por no perder su alto estatus obtenido durante la administración del Imperio español y otros por exigir el 'lugar que les corresponde' al haber ascendido gracias a las nuevas dinámicas del naciente periodo republicano.
Muchas provincias no tuvieron mayor importancia durante la colonia en cuanto a referentes militares, políticos, clericales, económicos y sociales se refiere. En cambio para la época republicana su situación cambió bastante. Esto se debe en gran medida al nuevo tipo de gobierno que había en todo el territorio granadino, que cambió de colonia lo que significa el anexo de una república independiente.
La nueva política republicana hizo surgir trabajadores en los nuevos cargos administrativos, no solo en la burocracia sino en la defensa, pues cargos como el ministro de la guerra o del interior son cargos que se crearon después de la independencia, lo que empezó a desarrollar intelectualmente a personas que se preocuparan por su región y aptas en la administración regional y nacional.
En cuanto a la política las nuevas formas de pensamiento que estaban circulando por el país (liberal y conservador por nombrarlos de alguna forma), habían dibujado unas formas de pensar en las regiones, pues los comerciantes y abogados eran liberales y estaban dispuestos a abrirse a nuevas oportunidades, y los conservadores que eran terratenientes, sacerdotes o militares, que querían cuidar de las tradiciones y preferían apegarse de las antiguas usanzas gubernamentales o económicas.

## Origen de la guerra y su denominación
La disolución de la Gran Colombia trajo consigo un estado de beligerancia casi permanente. La naciente República de la Nueva Granada padeció algunas guerras civiles de carácter local, regional y de características muy sangrientas.
El preámbulo de la gran conflagración general y la primera de ellas sucedió entre 1839 al 1842. Este conflicto se le denominó Guerra de los Conventos o Guerra de los Supremos en alusión al llamativo título que cada uno de los líderes en guerra se daba a sí mismo. Esta guerra tuvo su origen en Pasto tras la supresión de "conventos menores" llamados así por tener un pequeño número de congregados.
En mayo de 1839 el presidente ordenó ejecutar una norma de ocho años antes que ordenaba cerrar cuatro conventos con menos de ocho religiosos ubicados en Pasto, medida apoyada por la jerarquía eclesiástica. El producto de la venta de los bienes se donaría a organizaciones educativas. El padre Francisco de la Villota y Barrera, superior de la congregación del Oratorio de San Felipe Neri, se opuso a esta medida que fue respaldada por el pueblo de Pasto.
A la rebelión se sumaron José María Obando, quien se declara Supremo Director de la guerra, respaldado por las guerrillas del Patía comandadas por Juan Gregorio Sarria. El gobernador Antonio José Chávez negoció un acuerdo con los rebeldes pero este fue desconocido por el presidente Marquéz, quien ordena al general Pedro Alcántara de Herrán trasladarse a Pasto por el camino del Quindío. Ofrece el indulto pero los alzados lo rechazan, querían independizarse de Bogotá y pedían un estado federal.
El carácter religioso de la rebelión fue excusa para que se lanzaran a la guerra los caudillos liberales regionales llamados los "Supremos". Sus motivos primordiales fueron los siguientes: ampliar su poder con razón de rechazar al centralismo, realizar sus deseos personales dando cabida aquí sus ambiciones o simplemente vengar alguna ofensa. La guerra pronto se expandió por otras regiones e incluyó un conflicto fronterizo con el Ecuador, porque de allí dependía el clero de Pasto.

## Desarrollo
El presidente Márquez inconforme con las instrucciones dadas por Pedro Alcántara Herrán en Pasto, decidió enviar más tropas al sur al mando del secretario de Guerra y Marina, el general Tomás Cipriano de Mosquera designado como jefe e intendente de las operaciones en el sur. Las guerrillas reiniciaron pues, los religiosos encabezados por el padre Villota desterrados al declarar la anexión de Pasto al Ecuador, Tomás Cipriano de Mosquera y Pedro Alcántara Herrán entraron en contacto con el presidente de Ecuador Juan José Flores quien ofreció apoyo para sofocar la rebelión, este fue autorizado por su Congreso para enviar tropas a la Nueva Granada, unos 2000 soldados ecuatorianos cruzaron la frontera.

Campañas de la Guerra de los Supremos (1839-1840).

Campañas de la Guerra de los Supremos (1841-1842).

Caudillos en otras provincias comenzaron a atacar de forma muy dura al Gobierno del presidente Márquez, los hechos ocurridos en Pasto, el ingreso de tropas ecuatorianas, la muerte del general Francisco de Paula Santander, cabeza de los liberales, y el desenfreno de la prensa, obligó la renuncia del presidente Márquez. El general Domingo Caicedo asumió temporalmente el poder ejecutivo intentando conciliar entre las ideologías, sin embargo esto fracasó, los seguidores de Santander exigían nuevos cambios en la administración gubernamental, las revueltas armadas empezaron a darse pronunciamientos en distintas regiones de la nación dirigidas por dirigentes exaltados o liberales (los supremos) entre ellas Pamplona, Casanare, Ciénaga, Mariquita, Mompós, Santa Marta, Riohacha, Cartagena, a finales de 1840 de las diecinueve provincias, sólo Bogotá, Neiva, Buenaventura y Chocó apoyaban el gobierno de Márquez y Caicedo.
El “Supremo” de la provincia del Socorro, Manuel González, con 2500 hombres rechazó toda propuesta de avenimiento y se habría apoderado de la desguarnecida Bogotá si no hubiese levantado ánimos el prócer de la independencia, general Juan José Neira, quien detuvo a los rebeldes en la batalla de Buenavista o La Culebrera, aunque a costa de una herida que le causó la muerte pocos meses más tarde.

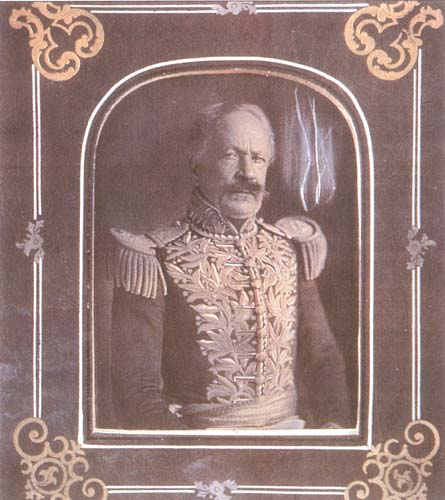
José María Obando principal caudillo en contra del gobierno.

La defensa del gobierno estuvo a cargo, principalmente, de los generales Pedro Alcántara Herrán y Tomás Cipriano de Mosquera, que con los antiguos bolivarianos y unidos a los liberales moderados entraron a formar el Partido Ministerial o de la Casaca Negra.
La atención a la guerra en el sur contra Ecuador dejó desguarnecida a la capital del país y, en peligro de que ésta cayese en poder de los “Supremos”, el presidente Márquez quien salió a reunirse con los generales Herrán y Mosquera, dejando encargado del poder al vicepresidente general Domingo Caicedo, del 5 de octubre al 19 de noviembre de 1840.
Se llamó la "Gran Semana" la del 22 al 28 de noviembre cuando, después del regreso del presidente Márquez, la ciudad fue nuevamente amenazada por un poderoso ejército revolucionario que avanzó hasta Cajicá.
Para levantar los ánimos se hizo una procesión con el Jesús Nazareno de San Agustín, el mismo que había sido generalísimo de Antonio Nariño. Fue sacado el General Juan José Neira en su lecho de muerte en hombros de distinguidos caballeros y fue coronado de con una corona de laureles en la plaza mayor, en medio de estruendosa ovación. Mientras tanto, se acercaba la división del sur, al mando del general Pedro Alcántara Herrán y el ejército enemigo se retiró al norte.
Terminado el período presidencial de Márquez, en marzo de 1841 fue elegido como nuevo presidente por los delegados del Congreso a Pedro Alcántara Herrán, el mismo enterarse en Honda al mando de sus tropas desistió al cargo pero su renuncia no fue aceptada, el gobierno reorganizó el ejército en cuatro divisiones, la primera al mando del general Mosquera, quien debía operar sobre el Valle del Cauca y el Cauca, la segunda al mando del general Collazos, operaría sobre las provincias de Vélez, Socorro, Pamplona, Ocaña, Mompós y Santa Marta, la tercera al mando de Joaquín Posada Gutiérrez, operaba sobre la provincia de Neiva, los pasos del sur de la cordillera central y hacia el Valle, la cuarta al mando de Joaquín París operaría sobre Bogotá, Antioquía, el valle del Magdalena Central.
El 3 de noviembre de 1841, Obando después de varias batallas perdidas contra tropas al mando del general Tomás Cipriano de Mosquera obligaron a Obando a retirarse saliendo en canoa a Perú y pidió asilo en Lima. El presidente Pedro Alcántara Herrán se dirigió al norte a conducir las operaciones contra los rebeldes, lo acompañaba el joven José Eusebio Caro su primer objetivo fue recuperar Ocaña logrado el 8 de septiembre de 1841, posteriormente se dieron órdenes de tomar Puerto Nacional y poblaciones aledañas. Los supremos en Cartagena y Riohacha al ver la caída de frentes importantes comenzaron a reconocer el gobierno central y entregarse, el supremo de Santa Marta reaccionó que aún atacaba a las tropas del gobierno central, la ciudad de Santa Marta fue abastecida de víveres enviados desde Kingston, el gobierno nacional le solicitó a los ingleses intervenir apoyando al gobierno central, a cambio de esto se le retiró el cambio de pena de muerte a varios condenados elegidos por los ingleses. El ministro plenipotenciario Robert Stewart quien ya se había puesto en contacto con los dirigentes de Santa Marta se le pidió mediara ante el presidente Herrán para poner fin a la guerra. Stewart después de haberse entrevistado con el presidente Pedro Alcántara Herrán, transmitió los términos y los comisionados rebeldes llegaron a Ocaña, Manuel Murillo Toro, Emeterio Ospina, Pablo Villar y Pablo Alcázar, acompañados por el secretario de la Legación británica. El 29 de enero de 1842 terminó la guerra en Ocaña, Herrán marchó luego hacia Mompós donde entró el 9 de febrero, para luego ir a Sitionuevo donde se expidió el 19 de febrero de 1842 una amnistía general.

## Guerra e intervención extranjera

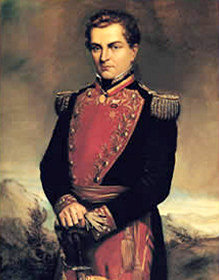
Santiago Mariño prócer de la independencia quien se rebeló contra el gobierno en Santa Marta.

Las guerras internas tuvieron muchas facetas y una de ellas es la participación extranjera en ellas. En la guerra de los Supremos la hubo de varias clases. En una primera etapa el gobierno de José Ignacio Márquez pidió a Herrán hacer contacto con el gobierno de Juan José Flores en Ecuador, solicitando apoyo con el envío de tropas que ayudara a contener la rebelión de Obando en el Sur. El general Flores ingresó hasta Pasto con un batallón ecuatoriano que, en conjunto con fuerzas comandadas por Herrán derrotaron a Obando en Hulquipamba. Pero esta intervención motivó la rebelión en otras zonas del país donde otros caudillos militares, se alzaron en inconformidad con el acuerdo del gobierno con los ecuatorianos. Dos de los alzados eran venezolanos radicados en el país, ambos héroes de la independencia, el general Santiago Mariño y el general Francisco Carmona. Luego en el sitio, que por tierra y mar, pretendieron poner a Cartagena los rebeldes, buques de guerra ingleses anclados en la bahía, protegían la entrada de remesas enviadas por amigos del gobierno a los sitiados. El final de esta guerra fue obtenido gracias a la mediación del ministro plenipotenciario inglés Robert Stewart, quien convenció a rebeldes y al gobierno de firmar un armisticio. El diplomático murió a los pocos meses en Bogotá de un paludismo contraído durante sus gestiones.
La guerra tuvo muchos partidarios no solo a nivel nacional sino internacional, pero así como tuvo actores también albergó muchas situaciones que prácticamente arrasó con la prosperidad que se estaba buscando y desarrollando en el país.

## Consecuencias
Con la guerra se definieron más claramente los bandos que pasarían a estar en punta por el gobierno del país durante el siguiente siglo: liberales federalistas y los conservadores centralistas. 
También se distanciaron en sus posturas frente a la Iglesia católica, mientras los liberales apelaron por la separación del estado y la religión católica y la formación de un estado laico, los conservadores se opusieron a ello y apelaron por un estado confesional católico.

## Los Supremos
- José María Obando: Caudillo del sur quien se declara Supremo Director de la guerra[5]
- Vicente Vanegas: Coronel levantado en Vélez (fusilado en la plaza mayor de Bogotá el 11 de agosto de 1840).[13]
- José María Vezga Santofimio: Coronel supremo de Mariquita (fusilado en la plaza de Medellín el 9 de agosto de 1841).[14][15]
- José María Tadeo Galindo: Supremo de Ambalema (fusilado en la plaza de Medellín el 9 de agosto de 1840).[16]
- Manuel González: Coronel supremo en el Socorro.
- Juan José Reyes Patria: General supremo en Tunja y Casanare.[17]
- Salvador Córdova: Coronel supremo en Antioquia (fusilado en 1840).[18][19]
- Francisco Javier Carmona: General supremo en Ciénaga.[20]
- Santiago Mariño: Supremo en Santa Marta.
- Juan Antonio Gutiérrez de Piñeres: General supremo en Mompós.[21]
- Tomás de Herrera: Coronel supremo del Istmo.[22]

Todos habían participado en las guerras de independencia, casi todos prósperos hacendados que iniciaron sus revueltas levantando a los peones y esclavos. El caudillismo fue el motor de la confrontación en un país que aún no tenía una unidad nacional definida.